# Il treno dell'amore
Il treno dell'amore è il quinto album di Gigliola Cinquetti, pubblicato dalla CGD nel giugno 1969.

## Descrizione
Il disco racchiude alcune canzoni già pubblicate su singolo dalla Cinquetti, come Volano le rondini (brano scartato dalla commissione selezionatrice del Festival di Sanremo 1968 e poi pubblicato come lato B del singolo contenente Quelli erano giorni), Giuseppe in Pennsylvania/Come una foglia e La pioggia/Zero in amore; vi sono inoltre due cover, una del successo di Orietta Berti Non illuderti mai ed una della sigla dell'edizione di Canzonissima 1968, ovvero Zum, zum, zum.
Le fotografie della cantante in copertina sono di Enzo Granato, mentre il design è di Daniele Usellini.
L'orchestra è diretta da Franco Monaldi, tranne che per Zero in amore, in cui è diretta da Alberto Baldan Bembo, e in Zum, zum, zum, Risveglio, Non illuderti mai e Ho scritto fine, in cui è diretta da Nando de Luca.
L'album è stato pubblicato anche in Spagna con il titolo El Tren de L'amor.

## Tracce
LATO A
1. Il treno dell'amore (Daniele Pace - Mario Panzeri - Gianni Argenio - Corrado Conti) - 2:30
2. Lo specchio (Daniele Pace - Mario Panzeri) - 2:44
3. Zero in amore (Franco Califano - Totò Savio - Armando Ambrosino) - 2:04
4. Quelli erano giorni (Claudio Daiano) - 5:07
5. Zum, zum, zum (Antonio Amurri - Bruno Canfora) - 2:45
6. Risveglio (Claudio Daiano - Alberto Anelli) - 2:50

LATO B
1. La pioggia (Daniele Pace - Mario Panzeri - Gianni Argenio - Corrado Conti) - 2:56
2. Non illuderti mai (Daniele Pace - Mario Panzeri - Lorenzo Pilat) - 2:20
3. Ho scritto fine (Don Backy - Ico Cerutti - Detto Mariano) - 2:39
4. Giuseppe in Pennsylvania (Daniele Pace - Mario Panzeri) - 2:47
5. Come una foglia (Daniele Pace - Mario Panzeri) - 3:27
6. Volano le rondini (Daniele Pace - Mario Panzeri - Lorenzo Pilat) - 3:15